# Église Saint-Denis d'Écrainville
L'église Saint-Denis est une église catholique située dans la commune d'Écrainville, en France.

## Localisation
L'église est située à Écrainville, commune du département français de la Seine-Maritime.

## Historique
L'église est fondée au XIe siècle. 
Des travaux importants sont réalisés aux XVIe siècle, XVIIIe siècle et XIXe siècle. 
L'édifice est inscrit au titre des monuments historiques depuis le 24 novembre 1926.

## Description
L'édifice est en pierre, briques et silex. Il est bâti initialement en style roman.